# Ahmad Elrich
Ahmad Elrich (* 30. Mai 1981 in Sydney) ist ein ehemaliger australischer Fußballspieler libanesischer Herkunft.

## Karriere
Der rechte Mittelfeldspieler begann seine Karriere bei Parramatta Eagles und ein Jahr darauf bei Parramatta Power in Australien. 2004 wechselte Elrich nach Südkorea zu den Busan I'cons. Nach einem Jahr auf der koreanischen Halbinsel ging Elrich weiter zum FC Fulham. Nachdem er dort in der Saison 2005/2006 zu wenig Spielpraxis bekam, verliehen ihn die Londoner am 27. März 2006 bis zum Ende der Saison 2005/2006 an Lyn Oslo nach Norwegen. Nach einer weiteren Saison beim FC Fulham wurde er am 21. September 2007 von Wellington Phoenix in die australische A-League zurückgeholt. Zur Saison 2008/2009 wurde er schließlich von den Central Coast Mariners verpflichtet. Ahmads Bruder Tarek ist ebenfalls in der A-League aktiv und spielt beim Erzrivalen Newcastle United Jets.
Elrich spielte 17-mal im australischen Fußballnationalteam.

## Erfolge
- Teilnahme am Konföderationen-Pokal 2005 in Deutschland

| Personendaten    | Personendaten                |
| ---------------- | ---------------------------- |
| NAME             | Elrich, Ahmad                |
| KURZBESCHREIBUNG | australischer Fußballspieler |
| GEBURTSDATUM     | 30. Mai 1981                 |
| GEBURTSORT       | Sydney                       |